# Simon Vilmos
Simon Vilmos, eredetileg Simon Farkas (Klopotiva, 1876. március 8. – Budapest, Józsefváros, 1936. november 13.) magyar újságíró, szakíró, haditudósító. 

## Élete
Simon József és Bretter Amália (1852–1923) fia.
Az érettségit követően bevonult katonának, s mint egyévi önkéntes szolgált az akkori császári és királyi 38-ik gyalogezredben. A második búr háborúban a búrok oldalán harcolt, és a Helpmavaar-szorosnál vívott csatában súlyosan megsebesült. A búr hadsereg őrnagyaként tért haza.
Ezt követően több hazai lap riportere, majd külpolitikai munkatársa, a Budapesti Hírlap külső munkatársa lett. 1910-től haláláig a Pesti Hírlap munkatársaként és külpolitikai rovatvezetőjeként dolgozott. Haditudósító volt az első és második Balkán-háborúban, valamint az első világháborúban is.
A Magyarországi Tanácsköztársaság bukása után hónapokig Bécsben élt, ahol osztrák államférfiakkal, Karlsteinben az internált kommunista népbiztosokkal készített interjúkat. 1921-ben Prágában meginterjúvolta Edvard Beneš cseh külügyminisztert, aki ekkor fogadott először magyar újságírót. Tárcáit, cikkeit a Soproni Napló (1910), a Világ (1913–1916), a Pester Lloyd (1915–1916) és a Budapesti Napló (1908–1910) közölte.
Utolsó hónapjait a Pajor Szanatóriumban töltötte. Halálát gyomorrák okozta.

## Magánélete
Házastársa Haraszti Mici színésznő volt, akivel 1933. február 2-án Budapesten kötött házasságot.

## Művei
- A búr szabadságharc (Budapest, 1901)
- Élményeim az angol–búr háborúról (Budapest, 1903)
- A török harctérről (haditudósítások, Budapest, 1913)